# Lee Martin

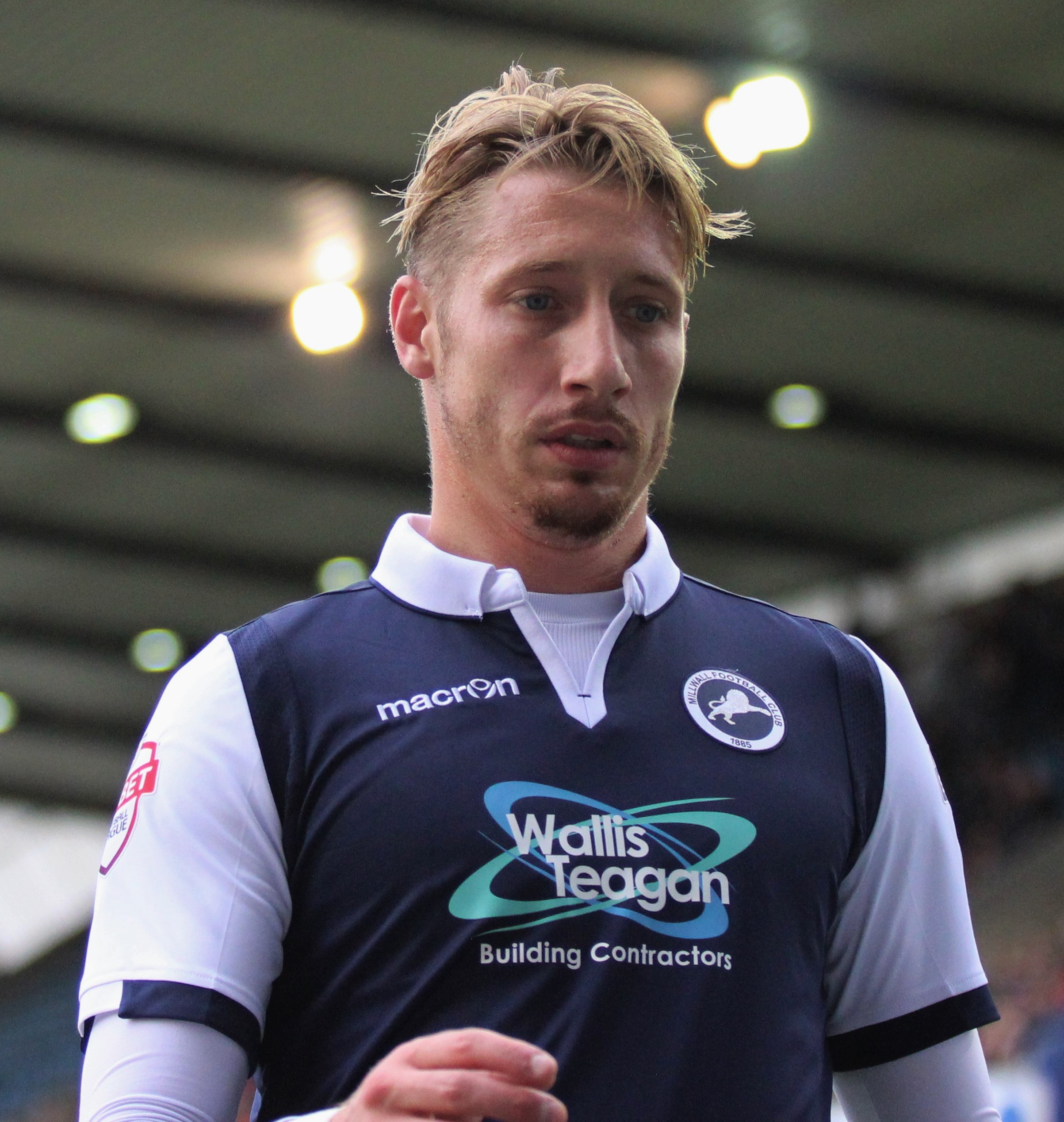
Lee Martin

Lee Robert Martin, född 9 februari 1987 i Taunton, England, är en engelsk fotbollsspelare (mittfältare) som spelar för Millwall. Martin spelade ungdomsfotboll i Manchester United 2003-2005 och tillhörde sedan klubben till 2009 även om han mestadels var utlånad. Han spelade en ligamatch för klubben.